# Xinghualing
Xinghualing léase Sing-Juáling (en chino:杏花岭区,pinyin:Xìnghuālǐng qū) es un distrito urbano bajo la administración directa de la ciudad-prefectura de Taiyuan. Se ubica en el corazón geográfico de la provincia de Shanxi, este de la República Popular China. Su área es de 170 km² y su población total para 2010 fue +500 mil habitantes.

## Administración
El distrito de Xinghualing se divide en 12 pueblos que se administran en 10 subdistritos y 2 villas.